# Vittaria parvula
Vittaria parvula är en kantbräkenväxtart som beskrevs av Jean Baptiste Bory de Saint-Vincent. Vittaria parvula ingår i släktet Vittaria och familjen Pteridaceae. Inga underarter finns listade.